# Route nationale 703
Pour les articles homonymes, voir Route 703.
 (signalé en juin 2025).
Si vous disposez d'ouvrages ou d'articles de référence ou si vous connaissez des sites web de qualité traitant du thème abordé ici, merci de compléter l'article en donnant les références utiles à sa vérifiabilité et en les liant à la section « Notes et références ».
- Archive Wikiwix
- Bing
- Cairn
- DuckDuckGo
- E. Universalis
- Gallica
- Google
- G. Books
- G. News
- G. Scholar
- Persée
- Qwant
- (zh) Baidu
- (ru) Yandex
- (wd) trouver des œuvres sur Wikidata

La route nationale 703, ou RN 703, est une ancienne route nationale française reliant Port-de-Couze, sur la commune de Lalinde, à Bretenoux.
À la suite de la réforme de 1972, la RN 703 a été déclassée en route départementale 703 (RD 703).
Mais, depuis 2003, la RD 703 est devenue RD 804 à Souillac jusqu'au giratoire menant à l'échangeur no 55 de l'autoroute A20, puis RD 803 entre Souillac et Bretenoux. Le réseau D 8-- mis en place lors de la restructuration du réseau routier lotois intervenu pour l'ouverture des sections de l'autoroute A20 entre Brive-la-Gaillarde et Montauban. Ainsi, dans le Lot, une route départementale de type 8-- relie une ville, un bassin d'activités ou une région à forte densité à un échangeur de l'A20. La RD 803 relie ainsi Saint-Céré, le bassin de Bretenoux, la vallée de la Dordogne lotoise à l'échangeur n°55 de l'A20, facilitant l'accès à la direction de Toulouse pour les habitants de la vallée.

## Ancien tracé de Port-de-Couze à Bretenoux (D 703, D 804 et D 803)
- Port-de-Couze, commune de Lalinde D 703
- Lalinde
- Pezuls
- Le Bugue
- Campagne
- Coux-et-Bigaroque
- Siorac-en-Périgord
- Saint-Cyprien
- Beynac-et-Cazenac
- La Roque-Gageac
- Carsac-Aillac
- Calviac-en-Périgord
- Peyrillac-et-Millac
- Cazoulès
- Souillac D 804 puis D 803 (entre Souillac et Bretenoux)
- Baladou
- Martel
- Saint-Denis-lès-Martel
- Vayrac
- Bétaille
- Puybrun
- Bretenoux

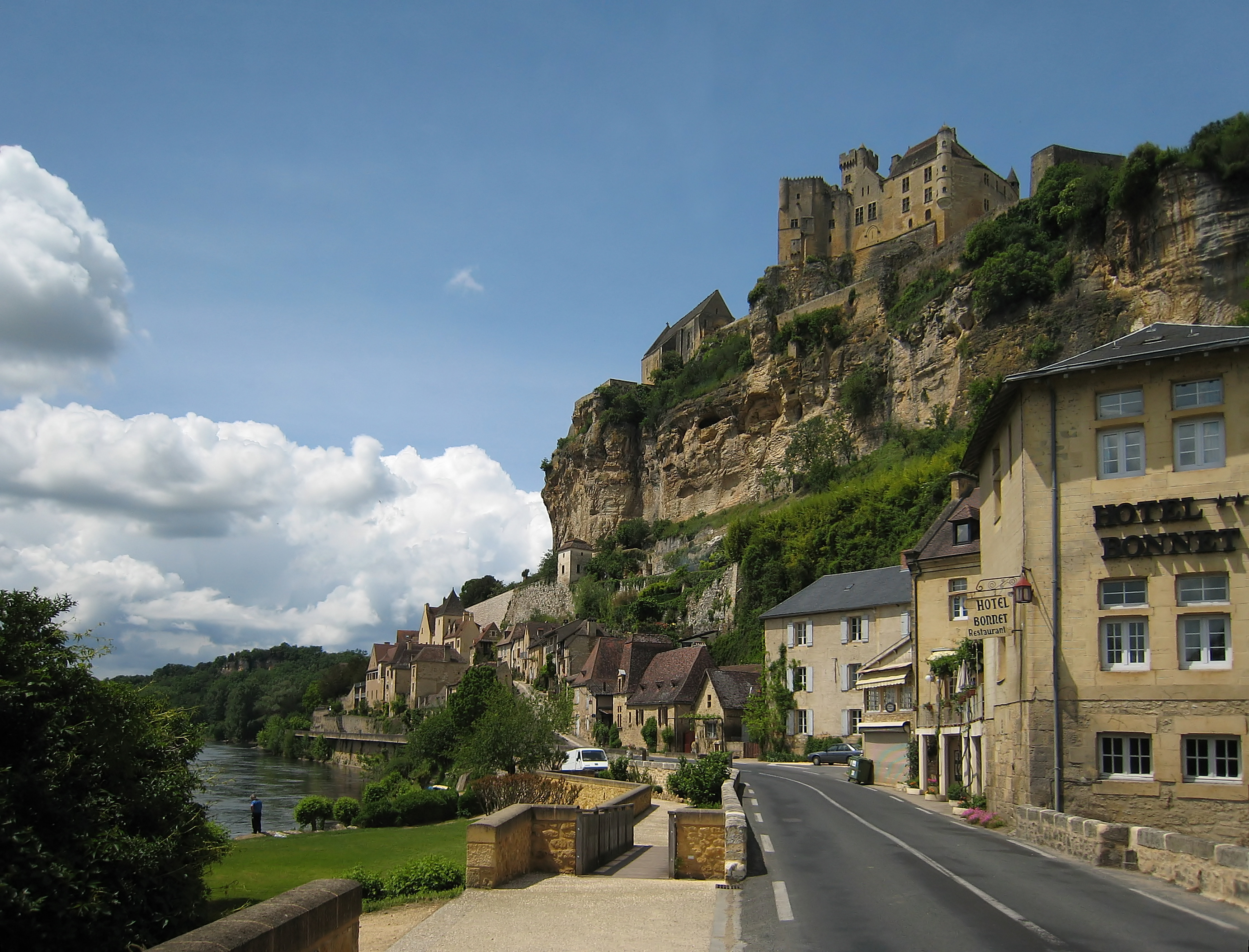
La RD 703 dans la traversée de Beynac.
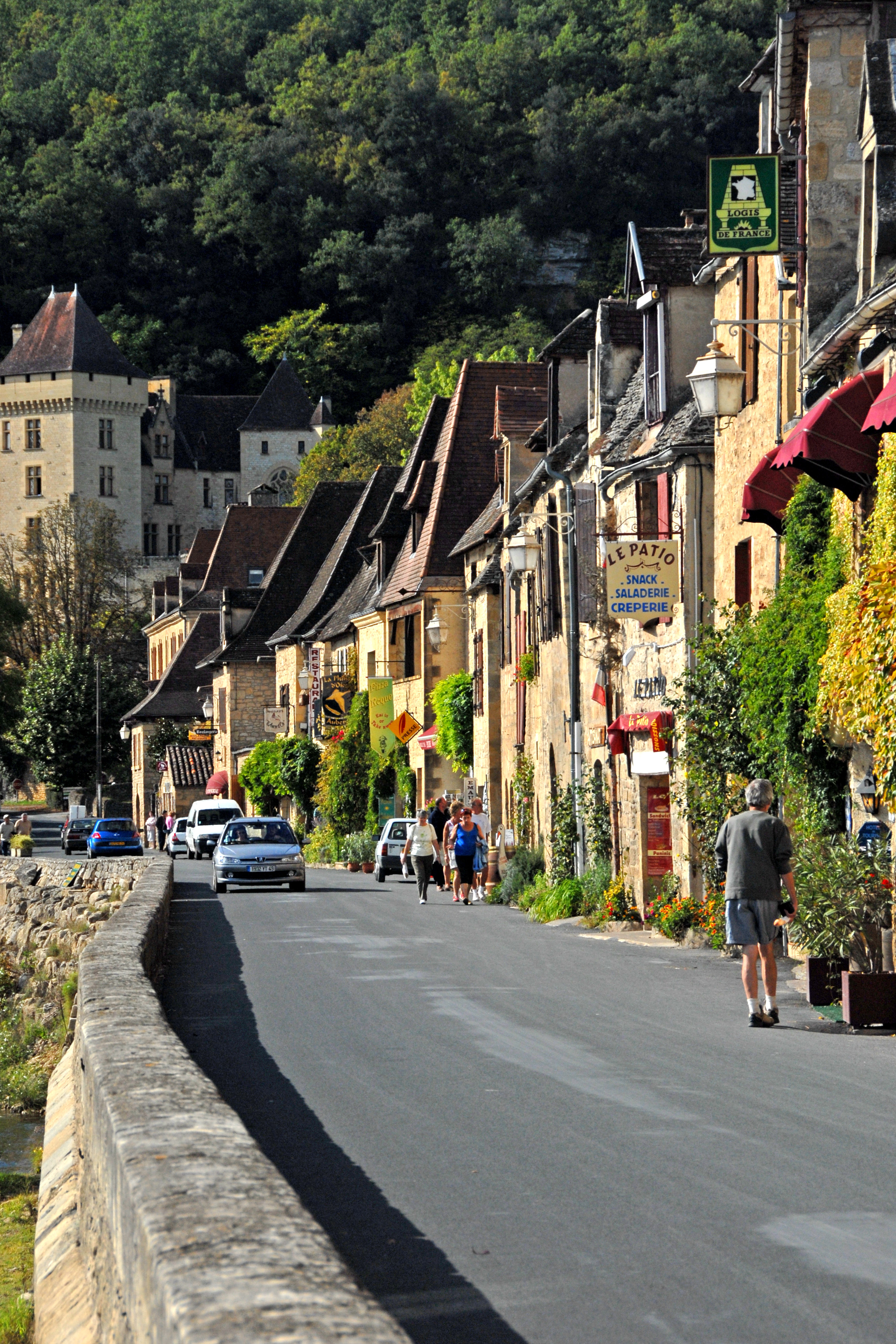
Dans la traversée de La Roque-Gageac.
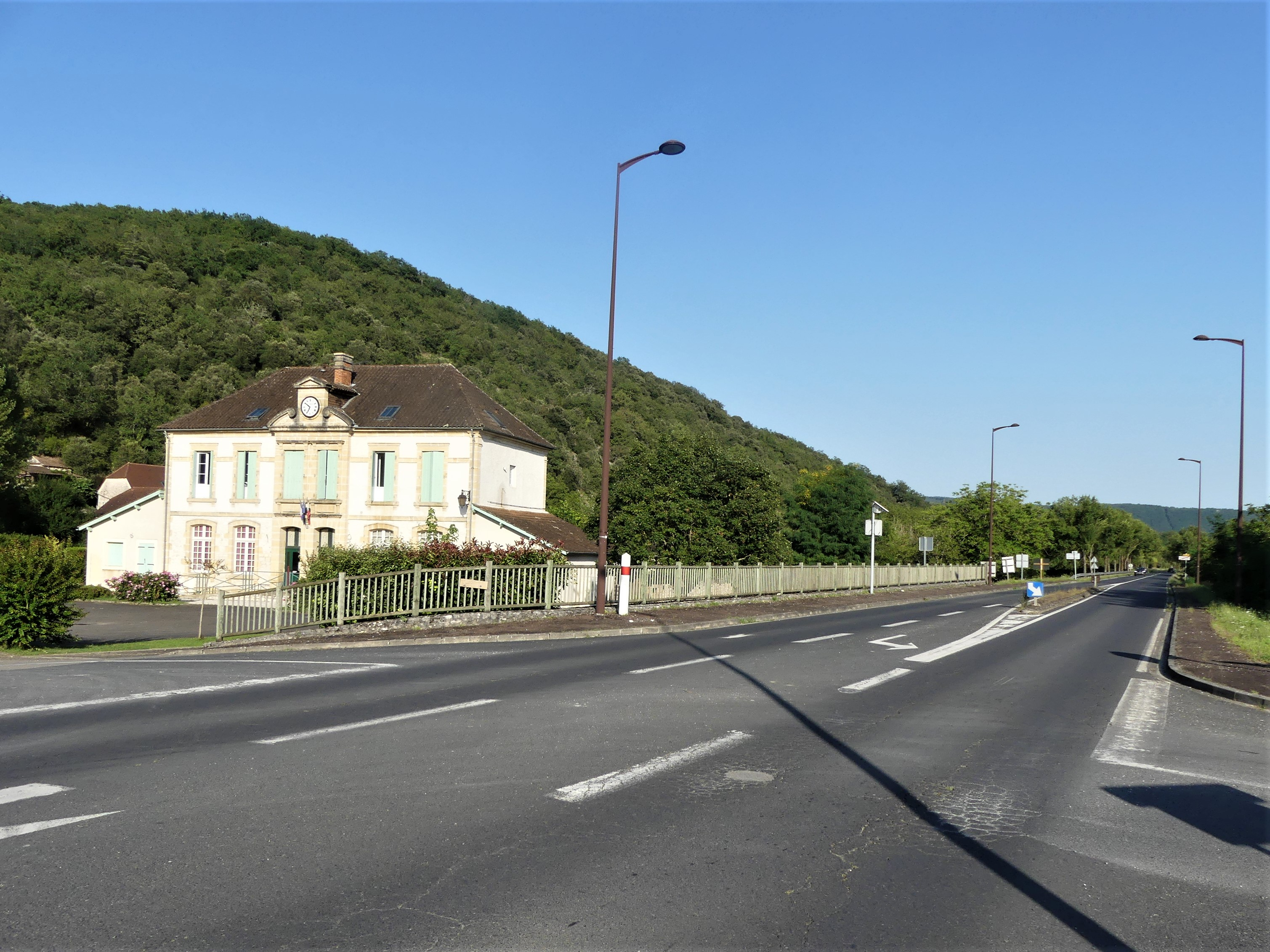
Devant la mairie de Peyrillac-et-Millac.
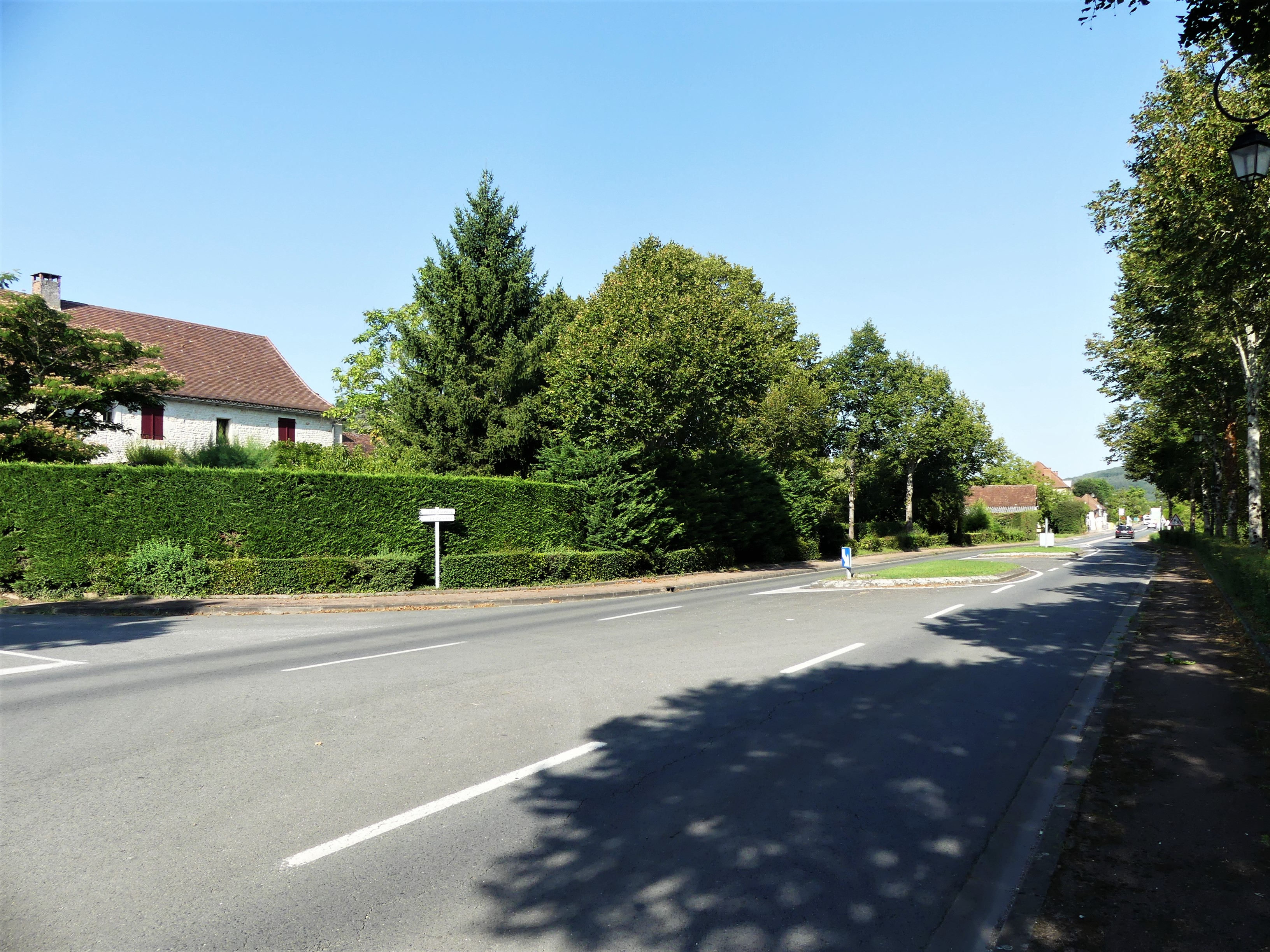
Dans la traversée de Cazoulès.
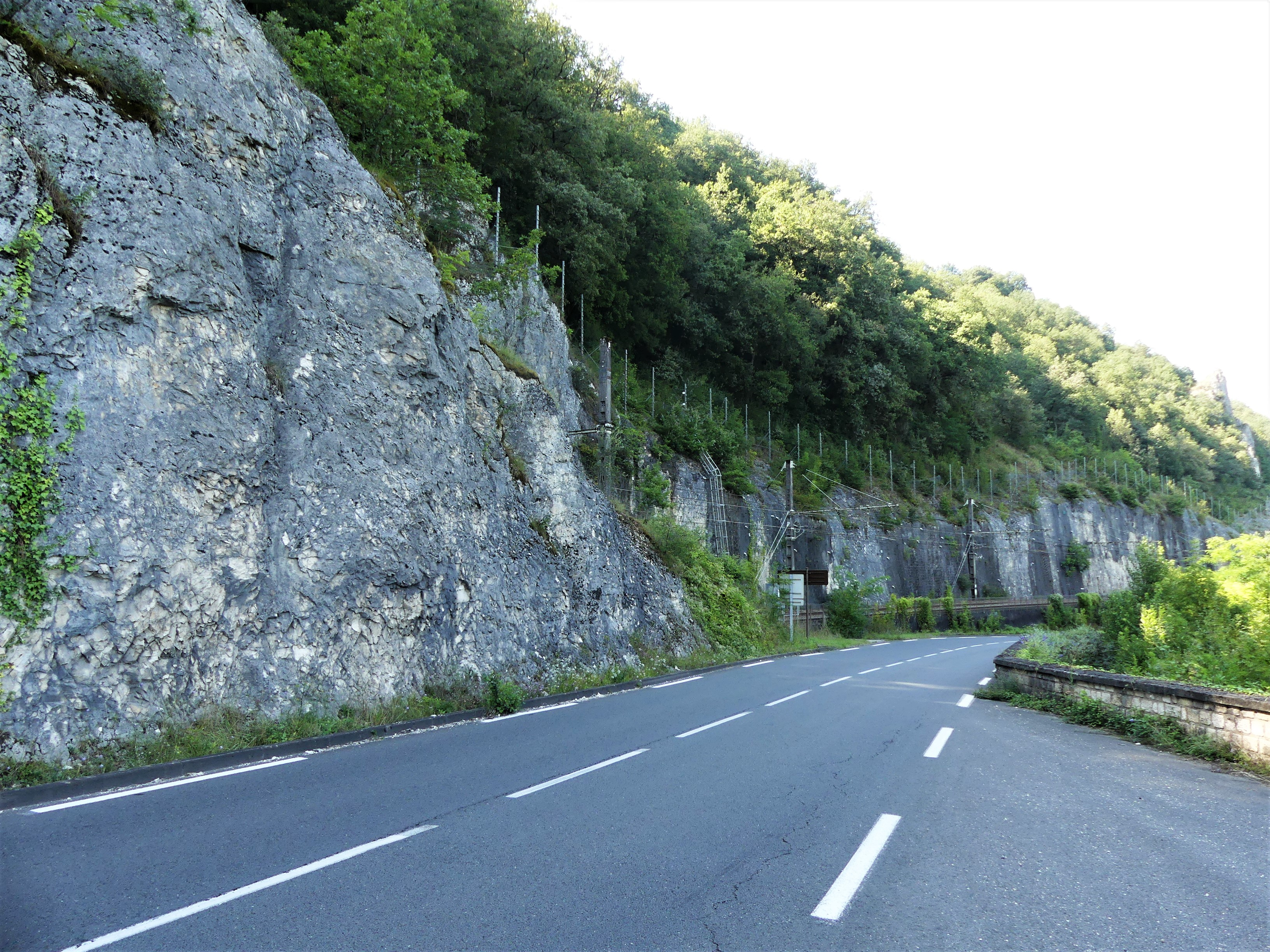
À Cazoulès, au pas du Raysse.